# José Luis Acosta (futbolista)
José Luis Acosta (Casilda, Santa Fe, 18 de marzo de 1964) es un exfutbolista argentino que jugaba como volante.

## Trayectoria

### Argentino de Rosario
Acosta debutó en Argentino de Rosario en 1986. Jugó en el club rosarino hasta 1987.

### Banfield
En 1988 llegó a Banfield. Con el taladro disputó la temporada 1988/89.

### Atlético Tucumán
A mediados de 1989 se mudó a San Miguel de Tucumán y se sumó a Atlético Tucumán. Con la camiseta del decano jugó hasta 1990.

### Quilmes
En 1990 pasó a Quilmes. En su primera temporada se coronó campeón de la B Nacional y obtuvo el ascenso a Primera División. Jugó en el cervecero hasta 1992.

### Atlético Rafaela
De cara a la temporada 1992/93 llegó a Atlético Rafaela.

## Clubes
| Club                 | País      |
| -------------------- | --------- |
| Argentino de Rosario | Argentina |
| Banfield             | Argentina |
| Atlético Tucumán     | Argentina |
| Quilmes              | Argentina |
| Atlético Rafaela     | Argentina |

## Palmarés
| Título     | Equipo  | País      | Año     |
| ---------- | ------- | --------- | ------- |
| B Nacional | Quilmes | Argentina | 1990/91 |